# قلعه جوق (بازرگان)
قلعه جوق یک منطقهٔ مسکونی در ایران است که در دهستان چایپاسار شمالی واقع شده‌است. براساس سرشماری مرکز آمار ایران در سال ۱۳۹۵، قلعه جوق ۴۲ نفر جمعیت دارد.